# HD210410
HD210410 — хімічно пекулярна зоря спектрального класу A0, що має видиму зоряну величину в смузі V приблизно  9,6.
Вона  розташована на відстані близько 1782,3 світлових років від Сонця.

## Фізичні характеристики
Телескоп Гіппаркос зареєстрував фотометричну змінність  даної зорі з періодом    2,43 доби в межах від  Hmin= 9,63 до  Hmax= 9,51.